# Pretty Hate Machine
Pretty Hate Machine — перший студійний альбом американського індастріал-гурту Nine Inch Nails, виданий в 1989 році.

## Список композицій
Автор музики і слів Трент Резнор, окрім зазначених інакше. 
| #     | Назва                        | Тривалість |
| ----- | ---------------------------- | ---------- |
| 1.    | «Head Like a Hole»           | 4:59       |
| 2.    | «Terrible Lie»               | 4:38       |
| 3.    | «Down in It»                 | 3:46       |
| 4.    | «Sanctified»                 | 5:48       |
| 5.    | «Something I Can Never Have» | 5:53       |
| 6.    | «Kinda I Want To»            | 4:34       |
| 7.    | «Sin»                        | 4:05       |
| 8.    | «That's What I Get»          | 4:30       |
| 9.    | «The Only Time»              | 4:47       |
| 10.   | «Ringfinger»                 | 5:42       |
| 48:42 |                              |            |

| Бонус-трек перевидання 2010 року | Бонус-трек перевидання 2010 року                                     | Бонус-трек перевидання 2010 року |
| #                                | Назва                                                                | Тривалість                       |
| -------------------------------- | -------------------------------------------------------------------- | -------------------------------- |
| 11.                              | «Get Down, Make Love» (кавер-версія Queen, написана Фредді Мерк'юрі) | 4:19                             |

## Учасники запису
- Трент Резнор — вокал і інструменти, програмування, продюсування (1—8, 9—10), звукорежисер (3, 11), мікшування (2, 6—7, 10), цифрове редагування
- Кріс Вренна — програмування, цифрове редагування
- Річард Патрік — гітара (4)
- Марк «Флад» Елліс — програмування (2, 6), продюсування, звукорежисер (1—2)
- Джон Фраєр — продюсування (4—10), звукорежисер (2, 4—10), мікшування (2, 4—6, 8, 10)
- Едріан Шервуд — продюсування, мікшування (3)
- Ел Йоргенсен (вказаний як Hypo Luxa) — продюсування (11)
- Дуг д'Анжеліс — звукорежисер (1—2)
- Кіт Леблан —
- Кен Квартароне —
- Мелісса Дейгл — бек-вокал
- Пол ДеКарлі — програмування
- Джером Діллон — ударні («We're in This Together»)
- Dr. Dre — асистент по мікшуванню («Even Deeper»)
- Боб Езрін — асистент по послідовності альбому
- Майк Гарсон — фортепіано («Just Like You Imagined», «The Way Out Is Through», «Ripe (With Decay)»)
- Пейдж Хемілтон — гітара («No, You Don't»)
- Трейсі Хардін — бек-вокал
- Лео Херрера — звукоінженер
- Кейт Хіллебрандт — програмування, хор, sound Design
- Денні Лонер — програмування ударних, атмосфера, синтезатори, гітара («Somewhat Damaged», «Just Like You Imagined», «The Great Below», «Complication»)